# サント＝クリスティーヌ (メーヌ＝エ＝ロワール県)
サント＝クリスティーヌ （Sainte-Christine）は、フランス、ペイ・ド・ラ・ロワール地域圏、メーヌ＝エ＝ロワール県のかつて存在したコミューン。

## 地理
県西部、モージュ地方に属する農村型コミューンである。シャロンヌ・シュル・ロワールとボープレオの間を走る県道762号線の途上にある。
モージュ地方はアルモリカ山塊の南東端にあたり、メーヌ＝エ＝ロワールに含まれる。そして北をロワール川と、東をレイヨン川に囲まれている。

## 歴史
18世紀、名士は地元の公共の認識に基づいていた。名士は公共の仕事で注目され、公証人が現れる前は倫理的支援者として機能していた。
1792年、昔からのエリート階級の者たちは選挙に出なかった。彼らは政治的変化への拒否を表したのであり、より政治的姿勢が穏健で、自分たちと同じネットワークに属する名士たちに自分たちの場を譲ったのである。
1793年、モージュ地方で発生した暴動は、ヴァンデ戦争につながった。翌年、地獄部隊を指揮する将軍テュローは、革命軍総指揮官ムーランの指揮により、サン・ローラン・ド・ラ・プレーヌ、サント＝クリスティーヌを含む地域で掃討作戦を行った。
ヴァンデ戦争は住民たちが属する集団を分断した。地元で伝統的に商業を担ってきたエリート階級は農民たちと貴族によって追放された。彼らは以前から軽蔑されていたのである。
2014年、自治体間連合に属する全てのコミューンが合併しコミューン・ヌーヴェル（fr、サルコジ政権時代に成立したフランス国家領土改革法にのっとり、合併して誕生したコミューンの名称）となる計画が浮上した。2015年7月2日、自治体間連合に属する全てのコミューンの議会で、2015年12月15日にコミューン・ヌーヴェル、シュミエ＝アン＝アンジューとなることが可決された。

## 人口統計
| 1962年 | 1968年 | 1975年 | 1982年 | 1990年 | 1999年 | 2006年 | 2012年 |
| ------ | ------ | ------ | ------ | ------ | ------ | ------ | ------ |
| 454    | 427    | 442    | 568    | 587    | 590    | 740    | 803    |

source=1999年までLdh/EHESS/Cassini、2004年以降INSEE